# SN 1994an
SN 1994an – supernowa typu Ia odkryta 31 października 1994 roku w galaktyce A224418+0006. Jej maksymalna jasność wynosiła 22,14m.